# HD 191814
HD 191814，又名BD+20 4462，SAO 88309、HR 7713，是一颗恒星，视星等为6.22，位于銀經60.9，銀緯-6.79，其B1900.0坐标为赤經20h 6m 39.3s，赤緯+20° -6.79′ 13″。